# Distretto di Tunduru
Il distretto di Tunduru è un distretto della Tanzania situato nella regione del Ruvuma. È suddiviso in 35 circoscrizioni (wards) e conta una popolazione di 298 379 abitanti (censimento 2012). 
Elenco delle circoscrizioni:
- Jakika
- Kalulu
- Kidodoma
- Ligoma
- Ligunga
- Lukumbule
- Majengo
- Marumba
- Masonya
- Matemanga
- Mbati
- Mbesa
- Mchangani
- Mchesi
- Mchoteka
- Mchuluka
- Mindu
- Misechela
- Mlingoti Magharibi
- Mlingoti Mashariki
- Mtina
- Muhuwesi
- Nakapanya
- Nakayaya
- Nalasi Magharibi
- Nalasi Mashariki
- Namasakata
- Namiungo
- Nampungu
- Namwinyu
- Nandembo
- Nanjoka
- Ngapa
- Sisikwasisi
- Tuwemacho